# Anthony Joseph (musicien)
Pour les articles homonymes, voir Anthony Joseph.
Anthony Joseph (né le 12 novembre 1966) est un poète, romancier, musicien et universitaire britannico-trinidadien. En 2023, il reçoit le prix T. S. Eliot pour son livre Sonnets for Albert.

## Biographie

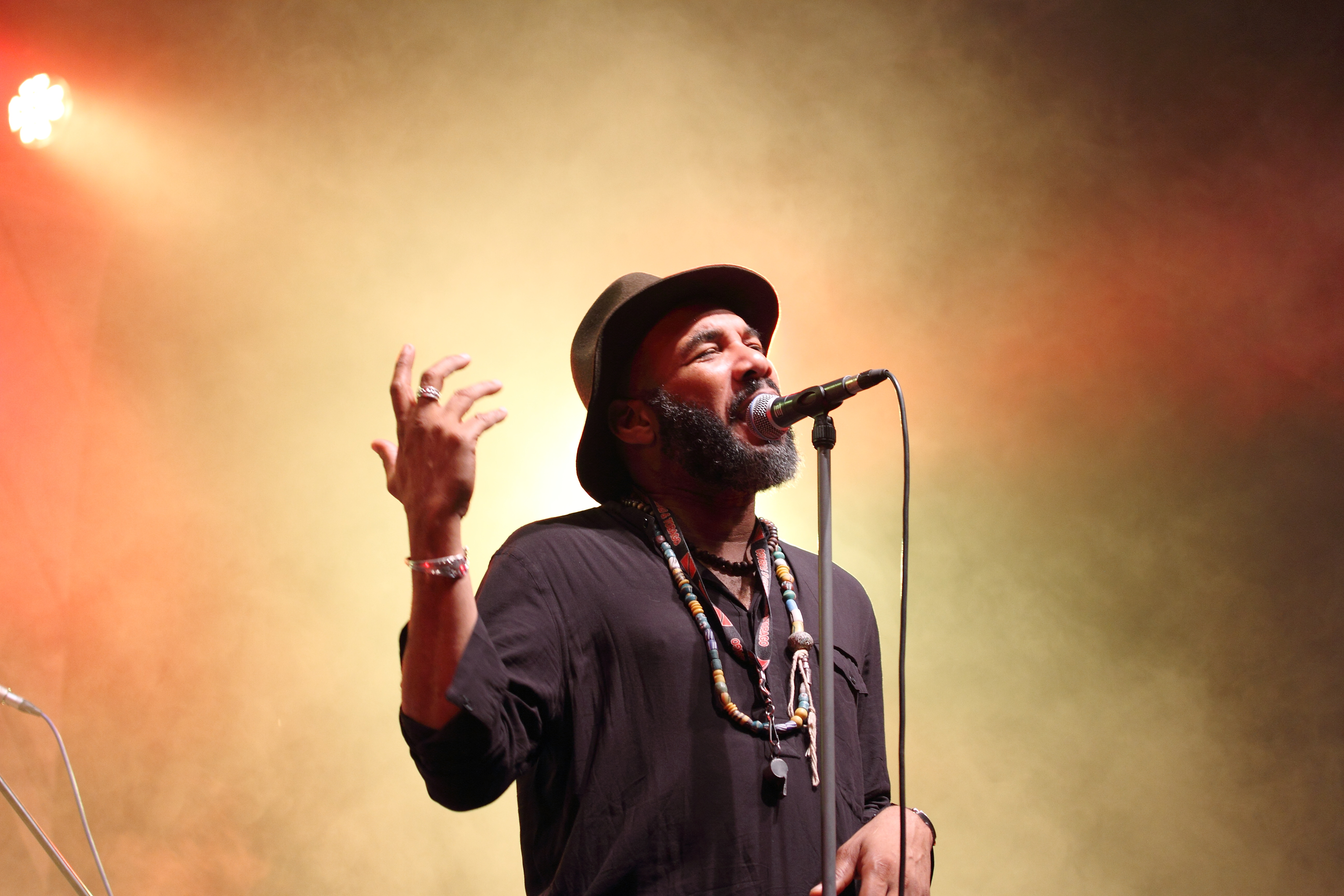
Anthony Joseph au Rudolstadt-Festival, en 2017.

Joseph naît à Port-d'Espagne, Trinité-et-Tobago, où il est élevé par ses grands-parents. Il commence à écrire dès son plus jeune âge et cite comme principales influences le calypso, le surréalisme, le jazz, l'église baptiste spirituelle que fréquentent ses grands-parents et les rythmes de la parole caribéenne. Joseph vit au Royaume-Uni depuis 1989.
En septembre 2004, il est choisi par Renaissance One et l'Arts Council England comme l'un des 50 écrivains noirs et asiatiques ayant apporté une contribution majeure à la littérature britannique contemporaine, apparaissant dans la photographie A Great Day in London et se produisant lors de l'événement à la British Library,. En avril 2005, il est le premier poète en résidence du British Council à l'université d'État de Californie à Los Angeles.
Joseph est titulaire d'un doctorat en création littéraire du Goldsmiths College de l'université de Londres et enseigne à l'université métropolitaine de Londres, à l'université de Roehampton, au South Thames College et au Birkbeck College.
En 2012, Joseph représente Trinité-et-Tobago au festival Poetry Parnassus au South Bank Centre de Londres. Il se produit également produit avec le Spatial AKA Orchestra de Jerry Dammers. Caribbean Roots est publié en juin 2016 par Strut Records et Heavenly Sweetness. En 2018, Peepal Tree Press publie son roman Kitch : A Fictional Biography of a Calypso Icon, qui est sélectionné pour le prix Republic of Consciousness et le prix Encore de la Royal Society of Literature, et figure sur la liste longue du prix OCM Bocas pour la littérature caribéenne. En 2019, son troisième roman, The Frequency of Magic, est publié, également par Peepal Tree Press.
En 2022, le recueil Sonnets for Albert de Joseph est sélectionné pour le Forward Prize for Best Collection,.
En 2023, il reçoit le prix T. S. Eliot pour Sonnets for Albert, jugé par Jean Sprackland (présidente), Hannah Lowe et Roger Robinson, qui décrit le livre comme « un recueil lumineux qui célèbre l'humanité dans toutes ses contradictions et insuffle une nouvelle vie à cette forme durable »,.
Joseph est chargé de cours en création littéraire au King's College de Londres,.
Il est élu membre de la Royal Society of Literature en 2023.

## Discographie
- 2007 : Leggo de Lion
- 2009 : Bird Head Son
- 2011 : Rubber Orchestras
- 2013 : Live in Bremen, 2013
- 2014 : Time
- 2016 : Caribbean Roots
- 2018 : People of the Sun
- 2021 : The Rich Are Only Defeated When Running for Their Lives
- 2025 : Rowing Up River To Get Our Names Back